# Manuel Cuyàs i Gibert
Manuel Cuyàs i Gibert (Mataró, 28 d'agost de 1952 - Badalona, 15 de juny de 2020) fou un escriptor i periodista català. Destaca la seva carrera com a columnista a El Punt Avui.

## Biografia
Manuel Cuyàs va néixer a Mataró, capital del Maresme, el 28 d'agost de 1952, fill del dibuixant Manuel Cuyàs i Duran i de Teresa Gibert i Barberà. La seva àvia era cantant d'òpera, i el seu germà era l'artista Jordi Cuyàs i Gibert.
Va estudiar a l'Escola Pia de Mataró, i es va començar a interessar per la cultura, la literatura i el cinema a la Biblioteca Popular de Mataró i al Film Ideal Club. Va completar els seus estudis assistint a classes semi-clandestines de català dels Antics Alumnes de Santa Anna i amb les sessions d’El Racó, per on passaven diversos intel·lectuals de l'època. Es va llicenciar en Història de l'Art per la Universitat de Barcelona, influit per la seva professora d’història de l’art, Maria Rosa Soler. A la UB va coincidir amb Cirici Pellicer, Porter Moix, Oriol Martorell o Daniel Giralt-Miracle, entre d'altres. Va fer el servei militar a Palma i posteriorment a Castell, a Menorca. Un 29 de juliol es va casar amb Nuri Nogueras, amb qui va tenir dos fills: Manuel i Núria.
Va començar la seva trajectòria professional treballant vuit anys de mestre a l'Escola Freta de Mataró, i posteriorment treballaria com a gestor cultural al Patronat de Cultura de l'Ajuntament de Mataró, a l'Olimpíada Cultural (1983-1982) i com a responsable de programació cinematogràfica de TV3.
Paral·lelament, va ser cofundador del setmanari El Maresme (1977-82), on va començar fent crítiques de cinema, però de seguida va començar a publicar entrevistes i articles d'opinió. També col·laboraria amb la revista Mataró Escrit (1986-94). Va començar a col·laborar al Punt Diari el 1987 com a articulista d'opinió. Llavors signava els seus textos amb el nom de ploma Emmanuel Cuyàs. Quan El Punt del Maresme va aparèixer, el 2 de febrer del 1995, va esdevenir-ne el seu director editorial i posteriorment el seu director.
El 2001 va ser designat nou director de l'edició Catalunya d'El Punt, amb seu a Girona, i més endavant va esdevenir adjunt al director de l'edició de Barcelona, i director adjunt d’El Punt Avui fins que es va jubilar. El 2003 es va especialitzar en crònica parlamentària, i va ser llavors quan va conèixer el president Jordi Pujol, a qui faria un seguit d'entrevistes que s'acabarien convertint en un llibre. El 2006 Pujol li va demanar si volia posar ordre a les seves memòries, i va accedir a transcriure el que acabarien sent tres volums: Memòries (1930-1980), Temps de construir (1980-1993) i De la bonança a un repte nou (1993-2011), publicades per l'Editorial Proa.
Al llarg de la seva vida participà també en tertúlies en diversos mijtans, incloent RAC1, Catalunya Ràdio, TV3, 8TV i TVE. Destaquen especialment les seves col·laboracions a L’Oracle i al Més 3/24 amb Xavier Graset.
El 24 d'abril de 2020 publicà en un article al diari El Punt Avui que estava previst que li fessin un trasplantament de medul·la, però que es va haver d'ajornar per la pandèmia del coronavirus, i el 15 de maig següent anunciaria en un nou article que faria una pausa llarga perquè havia arribat el moment del trasplantament. Va morir el 15 de juny d'aquell mateix any a l'hospital Germans Trias i Pujol de Badalona als seixanta-set anys, a conseqüència de la leucèmia que patia.

## Obres
Manuel Cuyàs col·laborà amb Jordi Pujol escrivint els tres volums de les seves memòries. Tenia una columna quotidiana, Vuits i nous, al diari El Punt Avui. Va publicar les següents obres:
- El manyà encès (Pòrtic, 1985)
- Mataró suau i aspre (El Maresme, 1985)
- Mataró, una ciutat (Lunwerg, 1987)
- Taques al marge (La Magrana, 1993)
- Mataró verd i blau (Lunwerg, 2007)
- El net del pirata (Proa, 2014)
- Enamorats de l'Audrey Hepburn (Proa, 2015)
- L'arròs de la terra (Lleonard Muntaner, 2015)
- Pere Casanovas, l'escultor dels altres (2019)[17]

Part de la seva obra ha estat traduïda a l'alemany, a l'anglès i al castellà.

## Premis i reconeixements
- 1987 — Premi Jaume Ciurana[16]
- 2010 — Premi Manuel Bonmatí de periodisme[16]
- 2012 — Premi Ploma d'Or, atorgat pels alumnes de periodisme de la UAB[8]
- 2013 — Premi a la millor editorial de l'Associació de Publicacions Periòdiques en Català (APPEC).[18]
- 2014 — Premi Òmnium Cultural de Mataró[6]
- 2023 — Medalla de la Ciutat de Mataró[19]